# 1915-ös izlandi labdarúgó-bajnokság (első osztály)
Az Úrvalsdeild 1915-ös szezonja volt a bajnokság negyedik kiírása. A bajnokságban immár három csapat vett részt, a Valur először indult. A győzelmet ismét a Fram szerezte meg. Ez volt a klub harmadik bajnoki címe.

## Végeredmény
| # | Klub  | M | Gy | D | V | RG | KG | GK | P |
| 1 | Fram  | 2 | 2  | 0 | 0 | 7  | 4  | +3 | 4 |
| 2 | KR    | 2 | 1  | 0 | 1 | 9  | 6  | +3 | 2 |
| 3 | Valur | 2 | 0  | 0 | 2 | 1  | 7  | -6 | 0 |